# Ken Loach
Ken Loach (eredeti neve: Kenneth Loach) (Nuneaton, 1936. június 17. –) BAFTA- és háromszoros César-díjas brit filmrendező, producer, forgatókönyvíró.

## Élete és munkássága
Ken Loach 1936. június 17-én született John Loach gyermekeként. Tanulmányait a St. Peter's Hall-ben végezte, Oxfordban. 1963 óta szabadúszó filmrendező.
Filmjeinek témája gyakran a politika:
- A tizenegy rendező által rendezett 110901 - Szeptember 11. c. film egyik rövidfilmjének a cselekménye: egy chilei ember levélben emlékezteti az amerikai népet arra, hogy szeptember 11-e a chilei Salvador Allende hatalma megdöntésének is az évfordulója.
- Haza és szabadság: egy baloldali érzelmű férfi csatlakozik egy nemzetközi brigádhoz a spanyol polgárháborúban.[13]

## Magánélete
1962-ben feleségül vette Lesley Ashtont.

## Filmjei
- Egy fiatalember naplója (1964)
- Három napfényes vasárnap (1965)
- Arthur házasságának vége (1965)
- Up the Junction (1965)
- Coming Out Party (1965)
- Cathy gyere haza (1966)
- In Two Minds (1966)
- Szegény tehén (1967)
- Kes (1969)
- The Golden Vision (1969)
- Feketében és fehérben (1970)
- The Big Flame (1970)
- After a Lifetime (1971)
- Családi élet (1971)
- The Rank and File (1972)
- A remény napjai (1975)
- Black Jack (1979)
- The Gamekeeper (1979)
- A szén ára (1980)
- Auditions (1980)
- A Question of Leadership (1980)
- Tekintetek és mosolyok (1981)
- A vörös és a kék (1983)
- Melyik oldalon vagy? (1984)
- Apák városa (1986)
- The View from the Woodpile (1988)
- Time to Go (1989)
- Titkos hadsereg (1990)
- Elrejtett napirend (1990)
- Lim-lom (1991)
- Dispatches: Arthur Scargill (1991)
- Kőzápor (1992)
- Katicabogár, katicabogár (1994)
- Haza és szabadság (1995)
- Carla dala (1996)
- The Flickering Flame (1997)
- Nevem, Joe (1998)
- Kenyér és rózsa (2000)
- Vasutasok (2001)
- 110901 - Szeptember 11. (2002)
- Édes kamaszkor (2002)
- Még egy csók (2004)
- Felkavar a szél (2006)
- Szabad világ (2007)
- Barátom Eric (2009)
- Szesztolvajok (2012)
- The Spirit of '45 (2013)
- Tiltott táncok (2014)
- Én, Daniel Blake (2016)
- A mi kocsmánk (2023)

## Díjai
- UNICEF-díj (1986)
- Cannes-i fesztivál – Zsűri díja (cannes-i fesztivál) (1990, 1993, 2012)
- Cannes-i fesztivál – FIPRESCI-díj (1991, 1995)
- Berlini Nemzetközi Filmfesztivál (1994, 2004)
- Velencei Nemzetközi Filmfesztivál – életműdíj (1994)
- Felix-díj (legjobb film) (1991, 1995)
- Sant Jordi-díj (1996)
- Robert Festival díj (1996)
- Bodil-díj (1999)
- César-díjak 1996 – legjobb külföldi film (Haza és szabadság) (1995)
- César-díjak 2005 – legjobb külföldi film (Még egy csók) (2004)
- UNESCO-díj (2002)
- Cannes-i fesztivál – Arany Pálma (Felkavar a szél) (2006)
- Lumière-díj (2012)